# Sadd-e Khākī-ye Ammand
Sadd-e Khākī-ye Ammand (persiska: سّد خاکی امّند) är en dammbyggnad i Iran.   Den ligger i provinsen Östazarbaijan, i den nordvästra delen av landet, 500 km nordväst om huvudstaden Teheran. Sadd-e Khākī-ye Ammand ligger 1 388 meter över havet.
Terrängen runt Sadd-e Khākī-ye Ammand är platt söderut, men norrut är den kuperad. Terrängen runt Sadd-e Khākī-ye Ammand sluttar söderut.Runt Sadd-e Khākī-ye Ammand är det tätbefolkat, med 459 invånare per kvadratkilometer. Närmaste större samhälle är Tabriz, 18,3 km sydost om Sadd-e Khākī-ye Ammand. Trakten runt Sadd-e Khākī-ye Ammand består i huvudsak av gräsmarker.